# Веђа-Вилалунга (Ређо Емилија)
Веђа-Вилалунга је насеље у Италији у округу Ређо Емилија, региону Емилија-Ромања.
Према процени из 2011. у насељу је живело 6110 становника. Насеље се налази на надморској висини од 132 м.